# Griffelkin
Griffelkin – opera baśniowa w 3 aktach Lukasa Fossa z librettem Alastara Reida, na podstawie bajki Hilde Foss (matki kompozytora) . 
Opera była skomponowana w latach (1953–1955), na zamówienie NBC Opera Theatre. Premiera telewizyjna odbyła się 6 listopada 1955, z Adelaide Bishop (sopran) w roli tytułowej. Premiera sceniczna opery miała miejsce rok później, w Tanglewood Music Center. Kolejna premiera, tym razem zrewidowanej przez kompozytora wersji, odbyła się 7 października 1993, w New York City Opera, w ramach World Premiere Festival.

## Osoby i obsada premier
| Rola | Głos                 | NBC Opera Theatre, 6 listopada 1955 | New York City Opera, 7 października 1993 |
| --- | -------------------- | ----------------------------------- | ---------------------------------------- |
| Griffelkin | sopran               | Adelaide Bishop                     | Robin Tabachnik                          |
| Babcia | kontralt             | Mary Kreste                         | Diana Daniele                            |
| Dziewczynka | mezzosopran          | Rose Geringer                       | Helen Yu                                 |
| Chłopiec | tenor / sopran       | Oliver Andes                        | Julia Parks                              |
| Matka | sopran               | Alice Richmond                      | Elizabeth Grohowski                      |
| Policjant | baryton              | Lee Cass                            | b.d.                                     |
| Sklepikarz | tenor                | Robert Holland                      | b.d.                                     |
| Posąg | mezzosopran / sopran | Mignon Dunn                         | Reveka Mavrovitis                        |
| Skrzynka na listy | tenor                | Andrew McKinley                     | Michael Hayes                            |
| a także: starszy diabeł, 3 gospodynie domowe, 2 lwy, zabawki, mieszkańcy miasteczka, diabły i in.; w sumie 13 sopranów, 4 mezzosoprany, alt, tenor, 2 barytony, 2 basy oraz chór mieszany i orkiestra |                      |                                     |                                          |

## Treść
Griffelkin jest diabełkiem, który właśnie obchodzi swoje dziesiąte urodziny. W prezencie otrzymuje magiczny płyn ożywiający przedmioty oraz prawo do spędzenia jednego dnia w miasteczku na Ziemi, by z pomocą płynu przećwiczyć diabelskie sztuczki w świecie ludzi. Początkowo diabeł świetnie się bawi ożywiając pomnik, skrzynkę na listy, parę kamiennych lwów oraz zabawki, by zaimponować napotkanej dziewczynce. Jednak dziewczynka nie myśli o zabawie, tylko o ciężko chorej matce, która wkrótce umiera. Przejęty rozpaczą dziewczynki i jej brata, Griffelkin wskrzesza zmarłą za pomocą magicznego płynu. Po powrocie do piekła zostaje postawiony przed sądem za popełnienie dobrego uczynku. Sąd pozbawia go diabelskich uprawnień i atrybutów (ogon, rogi, spiczaste uszy), co jest równoznaczne z transformacją w człowieka oraz skazuje go na banicję do świata ludzi. Griffelkin, już jako zwykły chłopiec, wraca do miasteczka, serdecznie witany przez dziewczynkę i jej rodzinę, i zostaje z nimi.

## Historia utworu
W wywiadzie udzielonym Bruce'owi Duffie 2 lutego 1987, Lukas Foss ujawnił kulisy powstania tej opery:
„To jest bajka, którą moja matka opowiadała mi, gdy miałem 7 lat. Uwielbiałem tę opowieść, więc matka przerobiła ją na małe libretto. Zacząłem pisać tę operę mając 8 lat. Niestety w wieku 9 lat uznałem, że mój akt pierwszy jest beznadziejny i dziecinny. Porzuciłem więc ten projekt. Po śmierci mojej matki, chcąc uczcić jej pamięć, wynająłem angielskiego poetę Alastaira Reida (1926-2014) by napisał dla mnie nowe libretto, na podstawie libretta mojej matki. I tak powstała opera.”
Na podstawie opery powstał w 1999 film H-E Double Hockey Sticks, będącym jednym z odcinków (s03e02) serialu The Wonderful World of Disney (1997–2005).